# Георги Бояджиев (революционер)
Вижте пояснителната страница за други личности с името Георги Бояджиев.
Георги Стефанов Бояджиев е български революционер, деец на Вътрешната македоно-одринска революционна организация, член на Леринския околийски революционен комитет.

## Биография
Бояджиев е роден в 1877 година в град Лерин, тогава в Османската империя, днес Флорина, Гърция. Брат е на Благой Бояджиев. Завършва първи гимназиален клас. В 1898 година влиза във ВМОРО. Става десетар, а по-късно касиер на околийския комитет. В 1909 година е арестуван и лежи в затвора. В 1911 година, преследван от младотурците, е принуден да забегне в чужбина.